# Giga (作曲家)
Giga（ギガ、1991年12月15日 - ）は日本の作曲家、編曲家、ボカロP。REOLの元メンバー。代表曲は「劣等上等」「Ready Steady」など。

## 概要
ベース・ミュージック及びVOCALOIDにラップを歌わせる楽曲が多い。また曲の一部に「Giga」と自身の名を発する合成音声を採用している点も特徴。
VOCALOID楽曲だけでなく、ReolやAdo、ゆずへの楽曲提供、和田アキ子や二宮和也へのリミックス提供など幅広く活躍している。またYouTubeチャンネルを運営しており、自身の楽曲のMVやセルフカバー、デモ音源などを投稿している。

## 経歴
2009年からニコニコ動画への投稿を開始。既存楽曲をVOCALOIDでカバーした動画を投稿。2010年に「流線プリズム」からオリジナル楽曲の投稿を開始。2013年に「ギガンティックO.T.N」で初の100万再生を達成。2016年3月に以前から制作を共にしていたれをる、お菊とともにREOLを結成。トイズファクトリー所属となり、10月に1stアルバム「Σ」をリリースした。REOLでの活動が主となりVOCALOID楽曲の投稿は頻度が下がっていったが、2017年10月にREOLが"発展的解散"をしたことでボカロPとしての活動を再開。2018年7月にマジカルミライ 鏡音リン・レン 10th Anniversaryのテーマソングとして「劣等上等」を投稿し、1ヶ月半で100万再生を突破した。近年はReol、Ado、ゆずなど著名アーティストへの楽曲提供や、星街すいせい、Mori CalliopeなどVTuberへのオリジナル楽曲提供、DECO*27楽曲の公式リミックスを手掛けるなど幅広く活動している。

## ディスコグラフィ

### 配信限定シングル
| 配信日         | タイトル                                          | 規格                   | 備考                                                                                          |
| -------------- | ------------------------------------------------- | ---------------------- | --------------------------------------------------------------------------------------------- |
| 2018年8月22日  | 劣等上等 feat.鏡音リン・レン                      | デジタル・ダウンロード | マジカルミライ 鏡音リン・レン 10th Anniversary テーマソング                                   |
| 2019年8月7日   | 劣等上等 (Masayoshi Iimori Remix)                 | デジタル・ダウンロード |                                                                                               |
| 2020年9月18日  | GETCHA! (feat. 初音ミク & GUMI)                   | デジタル・ダウンロード | KIRAとの共作                                                                                  |
| 2020年10月2日  | ワーワーワールド (feat. 初音ミク & 鏡音リン)      | デジタル・ダウンロード | Mitchie Mとの共作 プロジェクトセカイ カラフルステージ！ テーマソング                          |
| 2020年10月7日  | Ready Steady (feat. 初音ミク, 鏡音リン, 鏡音レン) | デジタル・ダウンロード | プロジェクトセカイ カラフルステージ！ 『Vivid BAD SQUAD』への提供楽曲                         |
| 2021年5月28日  | G4L                                               | デジタル・ダウンロード | CGアニメ「Artiswitch」挿入歌                                                                  |
| 2021年11月27日 | シンデレラ (Giga First Night Remix)               | デジタル・ダウンロード | DECO*27の同名楽曲のリミックス                                                                 |
| 2022年6月1日   | CH4NGE                                            | デジタル・ダウンロード |                                                                                               |
| 2023年12月16日 | ガッチュー！                                      | デジタル・ダウンロード | 「ポケモン feat. 初音ミク Project VOLTAGE」のへ提供楽曲                                       |
| 2024年1月6日   | Beyond the way                                    | デジタル・ダウンロード | プロジェクトセカイ カラフルステージ！ 『Vivid BAD SQUAD』への提供楽曲                         |
| 2024年3月4日   | のぼせもんHERO                                    | デジタル・ダウンロード | チバニャンとの共作                                                                            |
| 2024年7月7日   | ULTRA C                                           | デジタル・ダウンロード | TeddyLoid、Reolとの共作 プロジェクトセカイ カラフルステージ！ 『Vivid BAD SQUAD』への提供楽曲 |
| 2024年8月18日  | ディア                                            | デジタル・ダウンロード | Reolとの共作                                                                                  |
| 2024年8月18日  | ギガンティックO.T.N                               | デジタル・ダウンロード | 2012年発表楽曲の配信リリース                                                                  |
| 2024年8月18日  | +♂                                                | デジタル・ダウンロード | 2014年発表楽曲の配信リリース アルスマグナへの書き下ろし楽曲                                   |
| 2024年8月18日  | おこちゃま戦争                                    | デジタル・ダウンロード | 2014年発表楽曲の配信リリース                                                                  |
| 2025年4月28日  | アクト feat.Daoko                                 | デジタル・ダウンロード | TeddyLoidとの共作                                                                             |
| 2025年5月14日  | プレイ                                            | デジタル・ダウンロード | ケンモチヒデフミとの共作 りぶへの書き下ろし楽曲                                               |
| 2025年5月27日  | 拍動                                              | デジタル・ダウンロード | kemuとの共作 水樹奈々への書き下ろし楽曲 TVアニメ「#コンパス2.0」OPテーマ                      |

### 配信アルバム
| 配信日        | タイトル  | 規格                   | 備考                                                 |
| ------------- | --------- | ---------------------- | ---------------------------------------------------- |
| 2024年8月18日 | No title+ | デジタル・ダウンロード | 2014年に発表されたインディーズアルバムの配信リリース |

## 楽曲を提供した主なアーティスト
- Evo＋
  - [A]ddiction (2015年11月16日、作編曲)
    - Reolとの共作
- Reol
  - 平面鏡 (2018年1月9日、編曲)
  - カルト (2018年3月14日、編曲)
  - サイサキ (2018年5月16日、編曲)
  - 激白 (2018年10月10日、作編曲)
  - 幽居のワルツ (2018年10月17日、編曲)
  - 十中八九 (2018年10月17日、作編曲)
  - 煩悩遊戯 (2018年10月17日、編曲)
  - 真空オールドローズ (2018年10月17日、編曲)
  - ミラージュ (2018年10月17日、作編曲)
  - ウテナ (2019年3月20日、作編曲)
  - たい (2019年3月20日、作編曲)
  - シンカロン (2019年3月20日、作編曲)
  - 失楽園 (2019年3月20日、編曲)
  - ゆーれいずみー (2019年7月24日、作編曲)
  - HYPE MODE (2019年10月20日、作編曲)
  - 金字塔 (2020年1月22日、作編曲)
  - un, deux,trois (2020年1月22日、作編曲)
  - ダリ (2020年1月22日、作編曲)
  - GRIMOIRE (2020年1月22日、作編曲)
  - 1LDK (2020年1月22日、編曲)
  - 第六感 (2020年7月29日、作編曲)
  - Q? (2020年11月4日、作編曲)
  - Ms.CONTROL (2021年12月15日、作編曲)
  - DDD (2023年9月29日、作編曲)
  - ディア (2024年8月18日、作編曲)
- 中王区 言の葉党
  - Femme Fatale (2020年9月2日、作編曲)
    - Reolとの共作
- Ado
  - うっせぇわ Giga Remix (2021年2月5日、リミックス)
  - 踊 (2021年4月27日、作編曲)
    - TeddyLoidとの共作

  - 踊（Bon-Odo Remix） (2021年8月31日、リミックス)
  - 唱 (2023年9月6日、作編曲)
    - TeddyLoidとの共作
    - ユニバーサル・スタジオ・ジャパン 「ハロウィーン・ホラー・ナイト」のテーマソング
- YuNi
  - DAYZ (2021年5月13日、作編曲)
- ViVid BAD SQUAD
  - Ready Steady (2021年7月7日、作編曲)
  - Beyond the way (2024年10月2日、作編曲)
  - ULTRA C (2025年3月5日、作編曲)[12]
    - TeddyLoid、Reolとの共作

  - ファイアダンス (2025年1月17日、編曲)[13]
    - 『劇場版プロジェクトセカイ 壊れたセカイと歌えないミク』 挿入歌
- EGOIST
  - BANG!!! (2021年10月17日、作編曲)
  - Gold (2022年4月10日、作編曲)
    - TeddyLoidとの共作
- 電音部
  - CHAMPION GIRL (2021年10月28日、作編曲)
  - 神パラサイト (2023年9月7日、作編曲)
- 和田アキ子
  - あの鐘を鳴らすのはあなた - Giga & Teddy Remix (2022年10月25日、リミックス)
    - TeddyLoidとの共作
- 二宮和也
  - Pretender (2022年6月17日、編曲)
    - ○○と二宮との収録楽曲
    - Official髭男dismの同名楽曲のリミックスカバー
- ゆず
  - 奇々怪界-KIKIKAIKAI- (2021年11月10日、作曲)
    - 岩沢厚治、TeddyLoidとの共作
- Raon
  - キツネノマド（Queen Fox） (2022年2月9日、作詞・作曲・プロデュース、Giga & TeddyLoid)[14]
  - ♡Like Like♡ (2023年3月15日、作編曲)
    - TAKとの共作
- 苺りなはむ
  - 存分 (2022年2月23日、作曲)
    - TeddyLoidとの共作

  - 楽煙 (2022年11年30、作曲)
    - TeddyLoidとの共作
- ryo (supercell) feat. まふまふ
  - タクト (TeddyLoid & Giga Remix) (2022年4月26日、リミックス)
    - TeddyLoidとの共作
- 東京ゲゲゲイ
  - かもめが翔んだ日 (2022年10月26日、編曲)
    - 第二次の収録楽曲
    - 渡辺真知子の同名楽曲のリミックスカバー
- 虹ヶ咲学園スクールアイドル同好会
  - Go Our Way! (2023年6月28日、作編曲)
    - TeddyLoidとの共作
    - OVA『ラブライブ!虹ヶ咲学園スクールアイドル同好会 NEXT SKY』挿入歌
- Mori Calliope
  - MERA MERA (2022年7月20日、作曲)
  - Let's End the World (2022年7月20日、作編曲)
    - TeddyLoidとの共作

  - Go-Getters (2024年6月27日、作編曲)
    - TeddyLoidとの共作
    - TVアニメ「異世界スーサイド・スクワッド」エンディングテーマ[15]
- 星街すいせい
  - Wicked feat. Mori Calliope (2022年4月1日、作編曲)
  - AWAKE (2024年11月15日、作編曲)
    - TeddyLoidとの共作
- 戌神ころね
  - Wonky Monkey (2023年4月1日、作編曲)
- 天音かなた
  - Knock it out! (2024年1月6日、作編曲)
    - TeddyLoidとの共作
- 渕上舞
  - Speak Out meets Giga (2022年10月26日、作編曲)[16]
- DECO*27
  - アンドロイドガール (Giga "X" Remix) (2020年12月16日、リミックス)
  - シンデレラ (Giga First Night Remix) (2021年11月26日、リミックス)
  - ゾンビ (Giga Waha Remix) (2023年2月8日、リミックス)
- XYZ
  - Chained Trap (2023年2月28日、作編曲)
    - TeddyLoidとの共作
- 綴
  - ウラオモテ (2023年5月10日、作編曲)
- いれいす
  - Clutch (2023年11月12日、作編曲)
    - TeddyLoid、Jeremy Quartusとの共作
- Albemuth
  - Black Glow (2023年6月21日、作編曲)
    - TeddyLoidとの共作
- VALIS
  - 物換星移カタルシス (2021年9月21日、作編曲)
    - TeddyLoidとの共作

  - 熱愛フローズン (2023年2月5日、作編曲)
    - TeddyLoidとの共作
- 9Lana
  - Let me battle (2024年4月19日、作編曲)
    - TeddyLoidとの共作
    - TVアニメ「ポケットモンスター テラスタルデビュー編」エンディングテーマ[17]。
- 学園アイドルマスター
  - Fighting My Way (2024年5月1日、作編曲)[18]
- 宝鐘マリン & Kobo Kanaeru
  - III (2024年5月3日、作編曲)
- GEMN (キタニタツヤ、中島健人)
  - ファタール (2024年7月4日、編曲)
- PRETZELLE
  - Catch it! (2024年8月29日、作編曲)[19]
    - TeddyLoidとの共作
- ELSEE[20]
  - POW POW (2024年9月27日、作編曲)[21]
    - TeddyLoidとの共作
- 藍月なくる
  - Bubble Bubble Boy (2024年12月28日、作編曲)[22]
    - TeddyLoidとの共作
- 松田里奈＆森田ひかる（櫻坂46）
  - ピッカーン！ (2024年10月18日、作編曲)
    - TeddyLoidとの共作
    - TVアニメ「ポケットモンスター レックウザライジング編」エンディングテーマ[23]。
- FANTASTICS from EXILE TRIBE
  - TOP OF THE GAME (2025年1月13日、作編曲)
    - ROUND1 CMソング[24]
- 水樹奈々
  - 拍動 (2025年3月18日、作編曲)[25]
    - 堀江晶太 (kemu) との共作
- Daoko
  - アクト (2025年4月28日、作編曲)[26]
    - TeddyLoidとの共作
- りぶ
  - プレイ (2025年5月14日、作編曲)[27]